# 21914 Melakabinoff
21914 Melakabinoff este un asteroid din centura principală de asteroizi.

## Descriere
21914 Melakabinoff este un asteroid din centura principală de asteroizi. A fost descoperit pe 3 noiembrie 1999 la Socorro, New Mexico, în cadrul proiectului LINEAR. Asteroidul prezintă o orbită caracterizată de o semiaxă mare de 2,30 ua, o excentricitate de 0,19 și o înclinație de 5,5° în raport cu ecliptica.